# Sciophila exserta
Sciophila exserta är en tvåvingeart som beskrevs av Zaitzev 1982. Sciophila exserta ingår i släktet Sciophila och familjen svampmyggor. Arten har ej påträffats i Sverige. Inga underarter finns listade i Catalogue of Life.